# Extreme Football League
Pour les articles homonymes, voir X League.
 (janvier 2019).
L’Extreme Football League (ou X League), anciennement connue sous les noms de Lingerie Football League (LFL) de 2009 à 2012 puis de Legends Football League de 2013 à 2019, est une association sportive américaine regroupant des équipes féminines de football américain dont les joueuses sont vêtues de lingerie. La compétition a lieu au printemps et en été dans des arènes ou des stades fermés.
Le concept est mis en place pour la première fois lors de la mi-temps du Super Bowl XXXVIII en 2004 sous le nom de Lingerie Bowl. À la suite du succès de ce spectacle, Mitch Mortaza fonde en 2009 une ligue dénommée Lingerie Football League. La saison inaugurale débute en septembre 2009, est répartie sur vingt weekends et est programmée sur MyNetworkTV.
La Ligue est rebaptisée Legends Football League en 2013 puis prend son nom actuel fin 2019. En raison de la pandémie de Covid-19, les saisons 2020 et 2021 sont annulées. La compétition devrait reprendre au cours de l'été 2022.
Les matchs sont disponibles en pay-per-view sur le continent nord-américain.

## Principe

Logo de 2009 à 2013.
Logo de 2013 à 2019.
Logo depuis 2019.

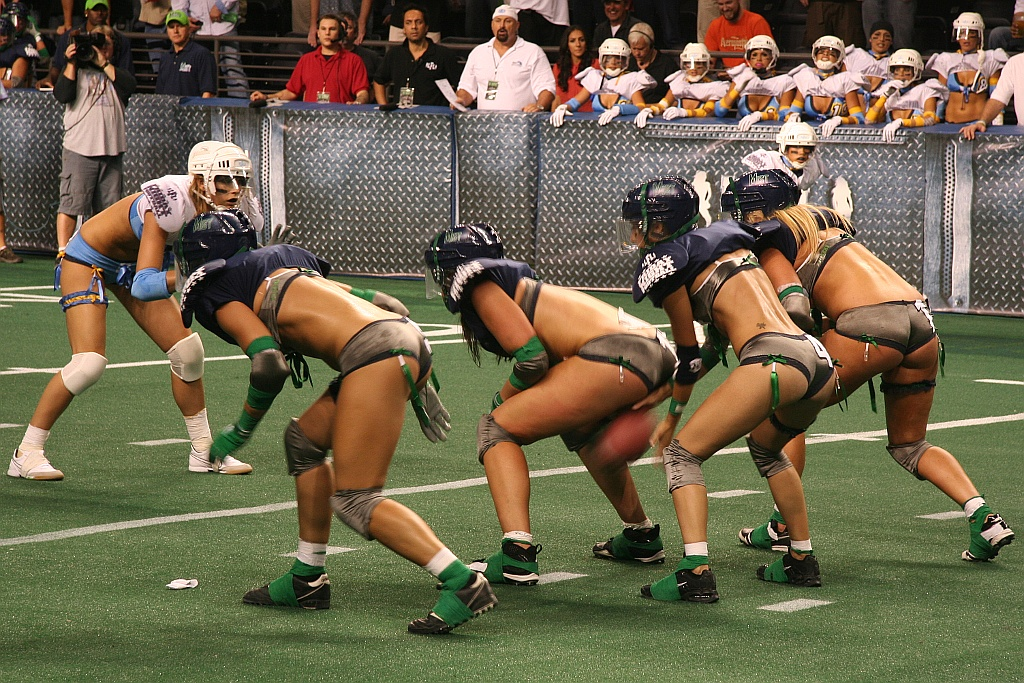
Joueuses avant la mise en jeu lors d'un match entre le Mist de Seattle et le Séduction de San Diego le 11 septembre 2009.

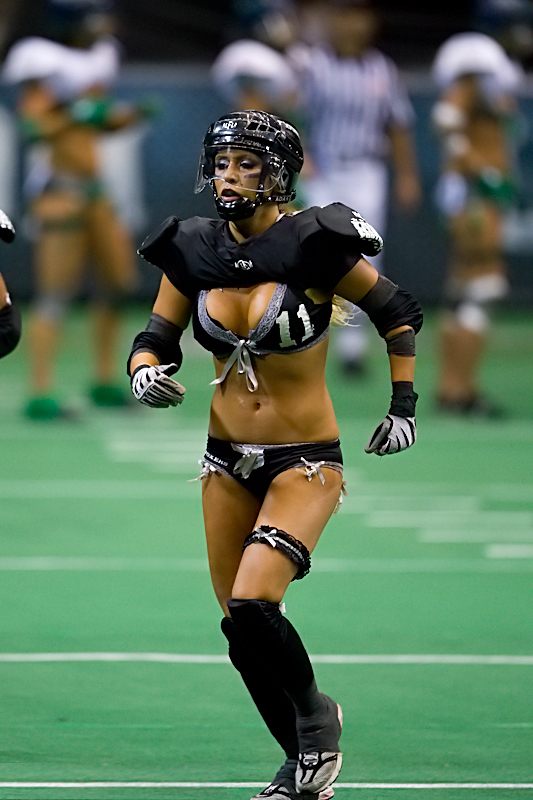
Joueuse Niki Ghazian du Temptation de Los Angeles à Las Vegas le 6 février 2011.

Il s'appuie sur les règles du football américain avec quelques exceptions. Sur un terrain de 50 yards, les équipes sont composées de sept joueuses, qui se répartissent ainsi :
- en mode offensif : une quarterback, deux running backs, une centre et trois wide receivers ;
- en mode défensif : deux defensive linewomen, deux linebackers, deux cornerbackers et une safety.

L'équipement de protection comporte un casque, une épaulière et des protections aux coudes et aux jambes. En ce qui concerne le reste de l'équipement sportif, la joueuse porte une jarretière, des soutiens-gorge, une culotte et des chaussures de sport.
Le jeu se dispute sur quatre quatre-temps de 10 minutes chacun, coupés d'une pause de quinze minutes entre le deuxième et le troisième, avec des prolongations en mort subite de huit minutes si les deux équipes sont à égalité à l'issue du temps réglementaire.

## Saison 2020
Le 13 décembre 2019, la LFL annonce l'annulation de la saison 2020 pour que la Ligue puisse se restructurer. La compétition aurait dû débuter au cours du mois d'avril 2021 mais les saisons 2020 et 2021 sont annulées à la suite de la pandémie de Covid-19,.

### Les équipes
| Association de l'Est      | Stade                         | Ville                  |
| ------------------------- | ----------------------------- | ---------------------- |
| Empire d'Atlanta (en)     | Infinite Energy Arena         | Duluth, Géorgie        |
| Sound d'Austin (en)       | H-E-B Center at Cedar Park    | Cedar Park, Texas      |
| Blitz de Chicago (en)     | SeatGeek Stadium              | Bridgeview, Illinois   |
| Rush de Denver (en)       | Denver Coliseum (en)          | Denver, Colorado       |
| Force de Kansas City (en) | Silverstein Eye Centers Arena | Independence, Missouri |
| Blackstorm de Los Angeles | Generali Arena                | Ontario, Californie    |
| Red Devils d'Omaha        | Ralston Arena (en)            | Ralston, Nebraska      |
| Thunder de Seattle        | ShoWare Center (en)           | Seattle, Washington    |

## Palmarès
La finale du championnat est dénommée Lingerie Bowl.

## Les saisons antérieures

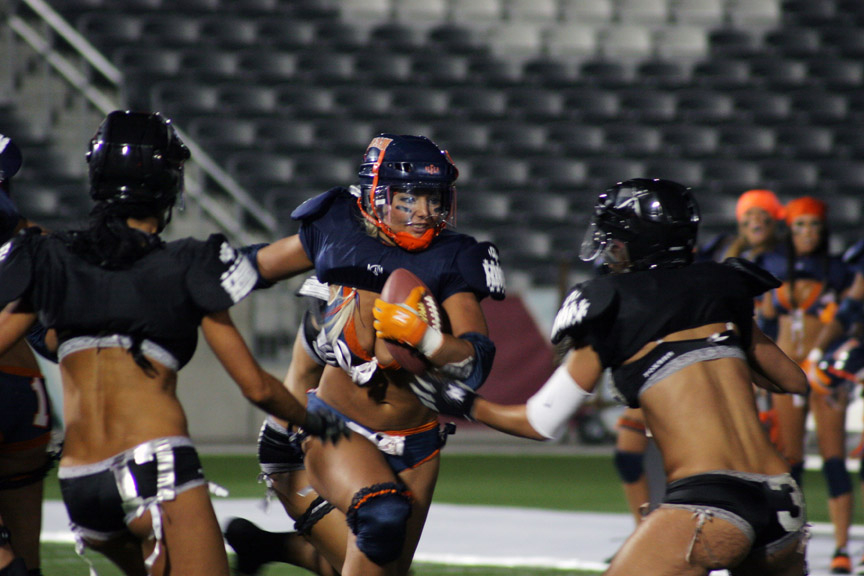
Joueuses en action lors d'un match du Dream de Denver contre le Temptation de Los Angeles.

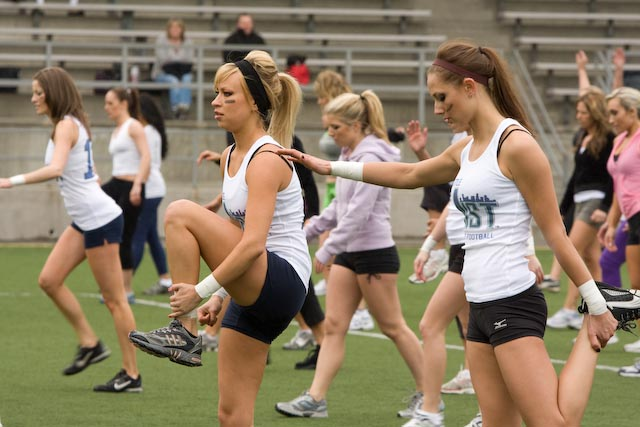
Joueuses du Mist de Seattle à l'entrainement.

## LFL Canada (2012)
La première (et seule) saison de la ligne canadienne (Legends Football League Canada) a lieu en 2012 (en) et le seul Canadian Lingerie Bowl se joue le 17 novembre 2012 entre les  Sirens de Saskatoon (en) et Angels de la Colombie-Britannique (en) au Abbotsford Entertainment & Sports Centre d'Abbotsford en Colombie-Britannique, une semaine avant la 100e coupe Grey de la Ligue canadienne de football. Ce sont les Angels qui remportent la première édition sur le score de 25 à 12, la quarterback des Angels, Mary Ann Hanson étant désignée MVP du match.
La seconde saison (en), à la suite d'une préparation inadéquate des équipes, n'aboutira pas et aucun match n'aura lieu comme la finale 2013 qui devait se jouer le 16 novembre 2013 au Stampede Corral de Calgary, en Alberta. En juillet 2014, la LFC annonce la fin de la LFL Canadienne même si elle a par la suite envisagé (sans succès) de créer une nouvelle ligue qui regrouperait des équipes issues d'Amérique du Nord (Canada, Etats-Unis et Mexique).
| Équipe                            | Salle                                    | Lieu                             |
| --------------------------------- | ---------------------------------------- | -------------------------------- |
| Angels de la Colombie-Britannique | Abbotsford Entertainment & Sports Centre | Abbotsford, Colombie-Britannique |
| Rage de Regina                    | Brandt Centre                            | Regina, Saskatchewan             |
| Sirens de Saskatoon               | Credit Union Centre                      | Saskatoon, Saskatchewan          |
| Triumph de Toronto                | Hershey Centre                           | Mississauga, Ontario             |

## Expansions futures

### Expansion de la LFL américaine
Depuis la création de la LFL, le Président et commissaire Mitchell S. Mortaza a examine l'éventualité de l'expansion de la ligue vers de nouvelles villes et territoires, dont : Boston, Buffalo, la Caroline, Cincinnati, Columbus, Détroit, Fresno, Houston, Kansas City, Nashville, le New Jersey, La Nouvelle-Orléans, Phoenix, Pittsburgh, Portland, San Antonio, San José, Washington, D.C., et/ou le retour du Majesty de New York à Brooklyn.

### LFL Australie (2013-2014)
La LFL Australie est prévue pour décembre 2013, après que l'Australie a accueilli le « 2012 LFL All-Fantasy Game Tour ». Deux matchs de démonstration entre la Conférence Est et la Conférence Ouest ont eu lieu sur la côte Est de l'Australie à Brisbane et Sydney. La receveuse Chloé Butler, native du Queensland, qui joue pour le Temptation de Los Angeles, a servi d'ambassadrice de la LFL Australie en tant que capitaine de l'équipe de la Conférence Ouest. Sydney, Melbourne, Brisbane et Perth ont été désignés comme les quatre premières équipes. Des essais pour chaque équipe doit avoir lieu courant 2012,.
La saison 2014-2015 est supprimée le 29 septembre à la suite de l'absence d'un diffuseur partenaire. La compétition devait reprendre pour la saison 2015-2016 avec une nouvelle équipe issue de Nouvelle-Zélande,.
Cependant, en février 2015, les joueurs et les entraîneurs quittent la LFL à la suite de conflits et problèmes avec la direction de la LFL à savoir le commissaire Mortaza. Ils rejoignent la Ladies Gridiron League (en), à l'origine une filiale de la LFL, qui fonctionne depuis comme ligue indépendante.
| Équipe                             | Stade         | Lieu                           |
| ---------------------------------- | ------------- | ------------------------------ |
| Surge de la Nouvelle-Galles du Sud | Škoda Stadium | Sydney, Nouvelle-Galles du Sud |
| Brigade du Queensland              | Skilled Park  | Gold Coast, Queensland         |
| Maidens du Victoria                | AAMI Park     | Melbourne, Victoria            |
| Angels de l'Australie-Occidentale  | NIB Stadium   | Perth, Australie-Occidentale   |

### LFL Europe
En 2014, une LFL Europe est annoncée avec des équipes à Barcelone, Francfort, Düsseldorf, Manchester et Dublin.